# Kutry patrolowe Mark VI
Kutry patrolowe Mark VI – seria niewielkich jednostek patrolowych zbudowanych w latach 2015–2017 na potrzeby amerykańskiej marynarki wojennej. Kutry opracowano z myślą o operowaniu w rejonie przybrzeżnym i rzekach, przy jednoczesnej możliwości rozwijania dużych prędkości. US Navy zakończyła eksploatację patrolowców w 2022 roku. Dziesięć kutrów zostało zamówionych przez Ukrainę.

## Historia
Pomysł pozyskania niewielkich i szybkich jednostek patrolowych zrodził się na początku lat dwutysięcznych, po ataku terrorystycznym na niszczyciel USS „Cole” (DDG-67) typu Arleigh Burke. Wówczas amerykańska marynarka wojenna zaczęła rozglądać się za jednostkami mogącymi patrolować obszary portów morskich i punktów bazowania okrętów i zwalczać przy tym wykryte zagrożenia. Pierwszymi jednostkami pozyskanymi przez US Navy do tego typu zadań, były łodzie hybrydowe Small Unit Riverine Craft, współpracujące z większymi kutrami typu Stridsbåt 90H pełniącymi funkcję jednostek dowodzenia Riverine Command Boat.
Na podstawie doświadczeń z eksploatacji wcześniejszych typów wielu jednostek zdecydowano się zamówić zbudowanie od podstaw kutry patrolowe. Założono, że nowe jednostki muszą być większe, bardziej odporne na uszkodzenia, ale przede wszystkim silniej uzbrojone. Oprócz tego dowództwo amerykańskiej floty oczekiwało, że nowe łodzie mogą wykonywać zadania rozpoznawcze i operacje z zakresu wsparcia sił specjalnych. Zdecydowano się również wykorzystać doświadczenia zdobyte przy eksploatacji patrolowców Mark V Special Operations Craft.
W 2012 roku kontrakt na opracowanie i zbudowanie jednostek zgodnie z przedłożonymi wymaganiami, przyznano stoczni SAFE Boats International (SBI). W ramach pierwszego zamówienia SBI miało dostarczyć sześć kutrów, które otrzymały oznaczenie Mark VI. Pierwszy kuter dostarczono dwa lata później. W 2015 roku jednostki wdrożono do służby operacyjnej. US Navy zamówiła łącznie dwanaście patrolowców Mark VI. Dostawy zrealizowano w 2017 roku.
Amerykańska flota wykorzystywała jednostki do patrolowania obszarów przybrzeżnych poza osłoniętymi portami i zatokami w celu ochrony sił sojuszniczych i koalicyjnych oraz infrastruktury krytycznej. Oprócz tego jednostki odpowiadały za wsparcie sił bezpieczeństwa, eskortę statków o wysokiej wartości, zabezpieczenie teatru działań oraz zadania z przejęć i kontroli jednostek pływających. Mark VI operowały między innymi w rejonie Zatok Perskiej i Guamu.
Zapotrzebowanie US Navy na patrolowce tego typu określono na czterdzieści osiem jednostek. Wraz z eksploatacją jednostek oraz zmianami w środowisku bezpieczeństwa zaczęto podawać w wątpliwość przydatność patrolowców Mark VI. US Navy uważała, że patrolowce tego typu są zbyt drogie w pozyskaniu i eksploatacji. Pierwsze dwanaście egzemplarzy kupiono za średnią cenę jednostkową wynoszącą 7–8 miliona dolarów.
Kolejne patrolowce miały kosztować już 14–16 milionów dolarów za sztukę. Dodatkowo uznano, że dysponują zbyt małymi możliwościami w przypadku pełnoskalowego konfliktu zbrojnego z Rosją lub Chinami. Ostatecznie w 2022 roku eksploatację patrolowców Mark VI zawieszono, zaś w 2023 roku oficjalnie wycofano je ze służby. W międzyczasie patrolowce proponowano odbiorcom zagranicznym.
W 2020 roku Ukraina otrzymała zgodę amerykańskiego Kongresu na zakup do szesnastu patrolowców Mark VI, dostosowanych do wymagań tamtejszej marynarki wojennej. W 2021 roku Kijów zamówił osiem patrolowców, z czego połowa została sfinansowana przez Waszyngton. Na początku 2022 roku zamówienie rozszerzono o dwie kolejne jednostki. Przed rozpoczęciem inwazji Rosji na Ukrainę wszystkie zamówione egzemplarze znajdowały się w budowie i nie zdążono dostarczyć ich odbiorcy. Na początku 2023 roku SBI zaprezentowała pierwszy egzemplarz przeznaczony dla Ukrainy, jednak wciąż nie ma potwierdzenia, że Mark VI zostały dostarczone.

## Konstrukcja
Patrolowce Mark VI długie są na 25,8 metra i wypierają 72 tony. Rozmiary pozwalają transportować kutry we wnętrzu okrętów desantowych. Siłownię stanowią dwa silniki wysokoprężne MTU 16V2000M94 napędzające dwa pędniki strugowodne Hamilton HM651. Łączna moc napędu wynosi 5200 koni mechanicznych. Pozwala to na rozwiniecie maksymalnej prędkości rzędu 45 węzłów i zasięgu 600 mil morskich. Przez znaczną część aluminiowego kadłuba rozciąga się nadbudówka, w której przedniej części ulokowano sterówkę, zaś w tylnej – pomieszczenia załogi. Jednostki dysponują opancerzeniem w rejonie przedziału załogi, silników i zbiorników paliwa.
Sterówkę wyposażono w amortyzowane fotele dla załogi wraz z stanowiskami do obsługi wyposażenia, między innymi systemów łączności, nawigacji i uzbrojenia. Etatowa załoga składa się z dziesięciu osób, jednak przewidziano możliwość zaokrętowania dodatkowych ośmiu. W tylnej części nadbudówki ulokowano pomieszczenia dla załogi, kambuz oraz łazienkę. W razie konieczności przewidziano możliwość konfiguracji i doposażenie kabiny w zależności od wykonywanej misji. Niewielkie bezzałogowe statki powietrzne (UAV) i autonomiczne pojazdy podwodne (UUV) mogą operować z przestrzeni na rufie.
Standardowe uzbrojenie składa się z dwóch zdalnie sterowanych modułów uzbrojenia Mk 38 Mod 2 kalibru 25 mm i sześciu stanowisk wielkokalibrowych karabinów maszynowych Browning M2. Wkm-y w zależności od potrzeb misji mogą zostać zastąpione przez między innymi karabiny maszynowe M134 Minigun lub granatniki automatyczne Mk 19. W służbie ukraińskiej patrolowce otrzymają uzbrojenie główne o większym kalibrze. Zdalnie sterowane stanowiska otrzymają działka automatyczne Mk44 Bushmaster II kalibru 30 milimetrów. 

## Galeria

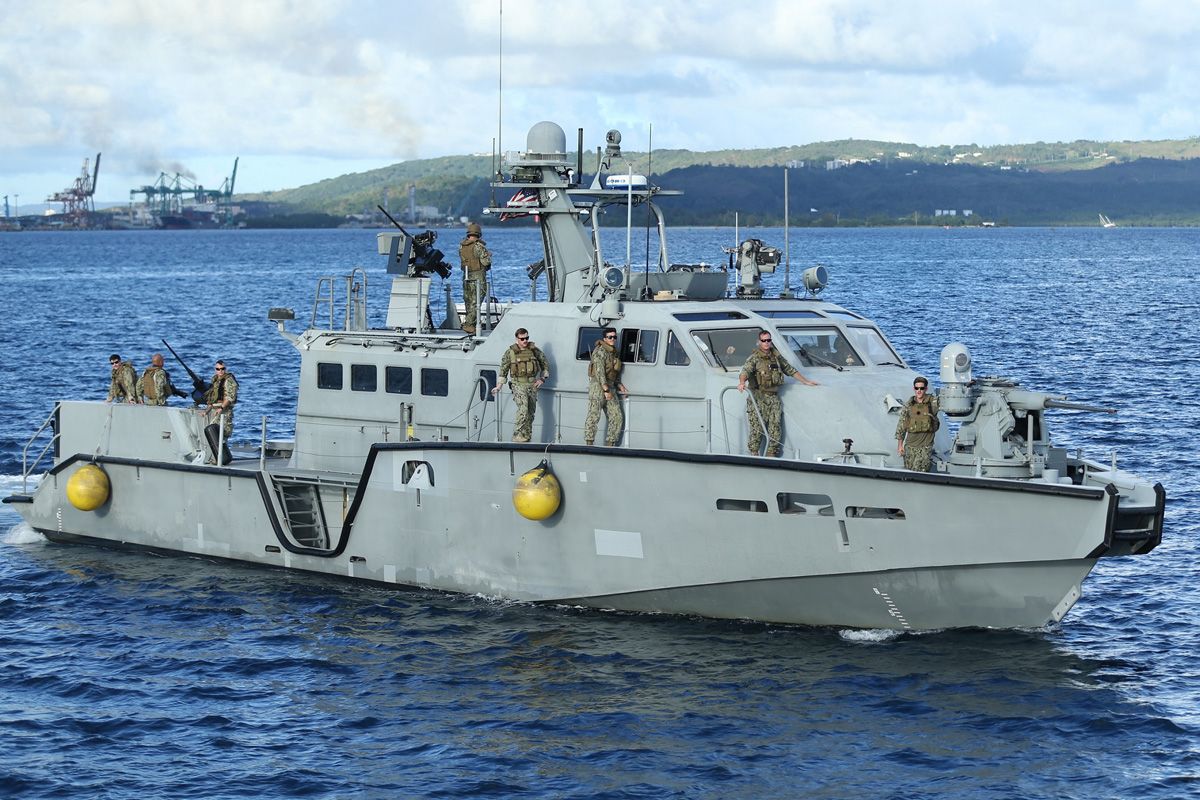
Patrolowiec Mark VI w całej okazałości. Widoczne jest dziobowe stanowisko Mk 38.
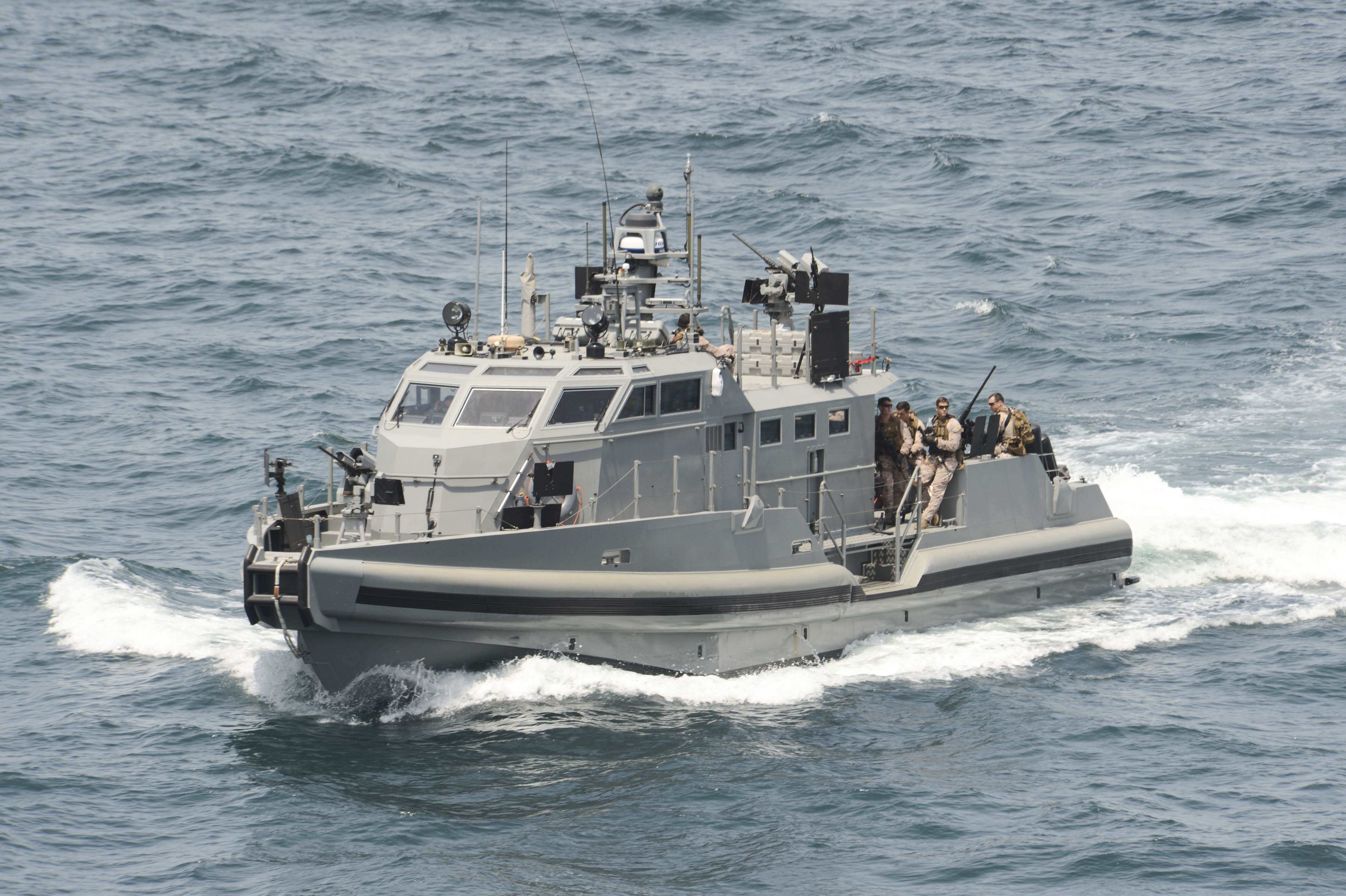
Jeden z patrolowców w czasie operacji na wodach Zatoki Perskiej w 2014 roku
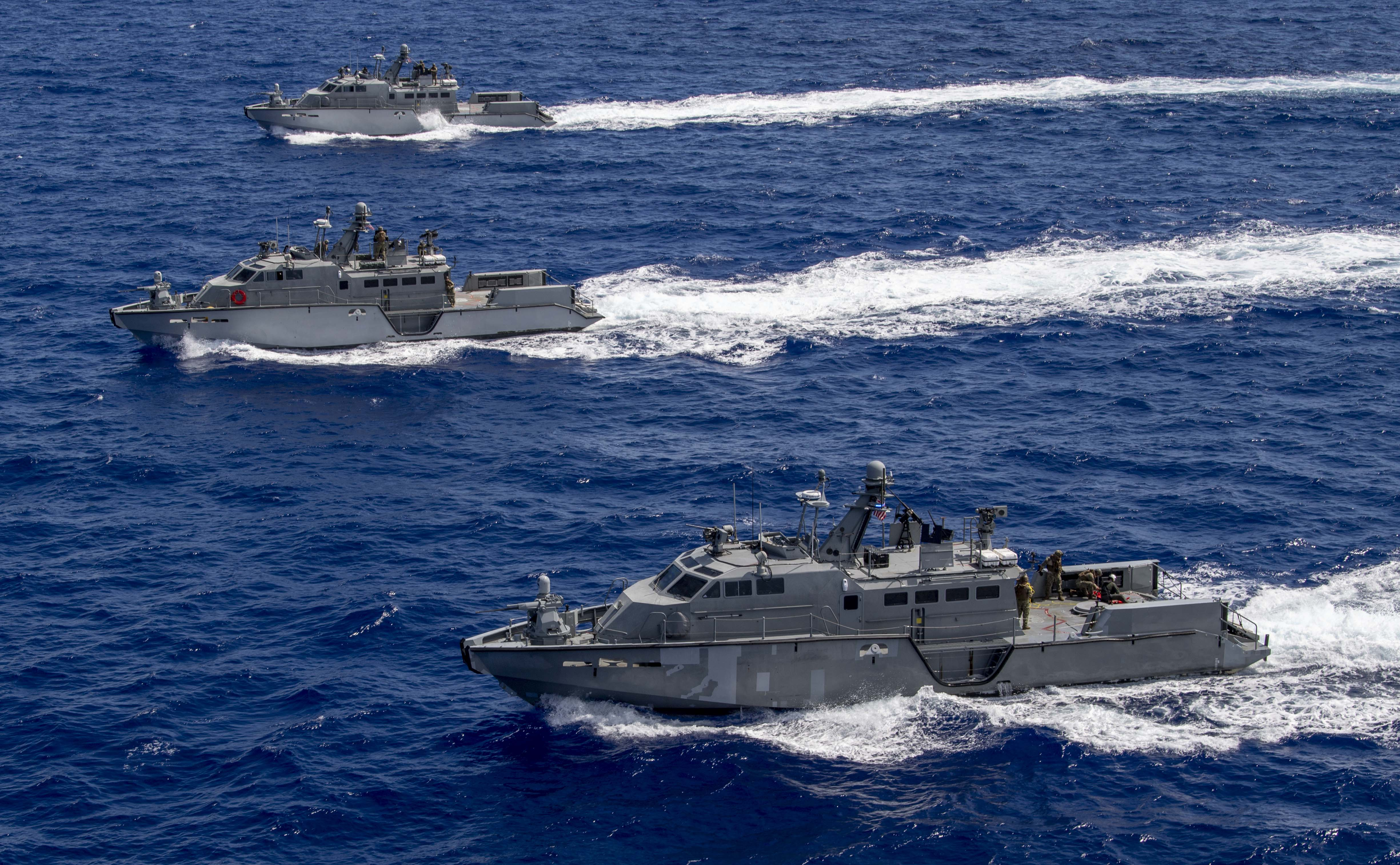
Patrolowce Mark VI w pobliżu Guamu
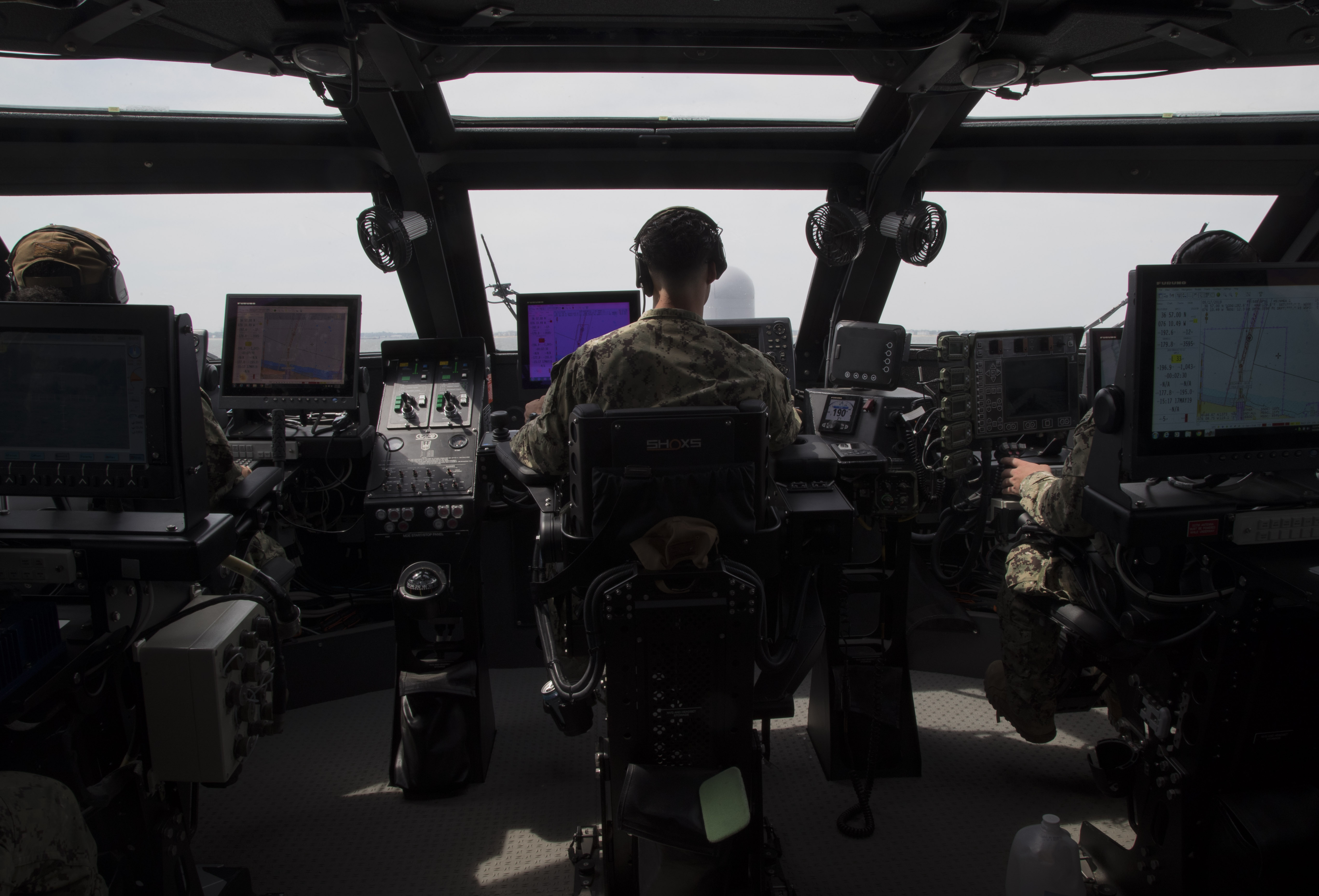
Wnętrze sterówki
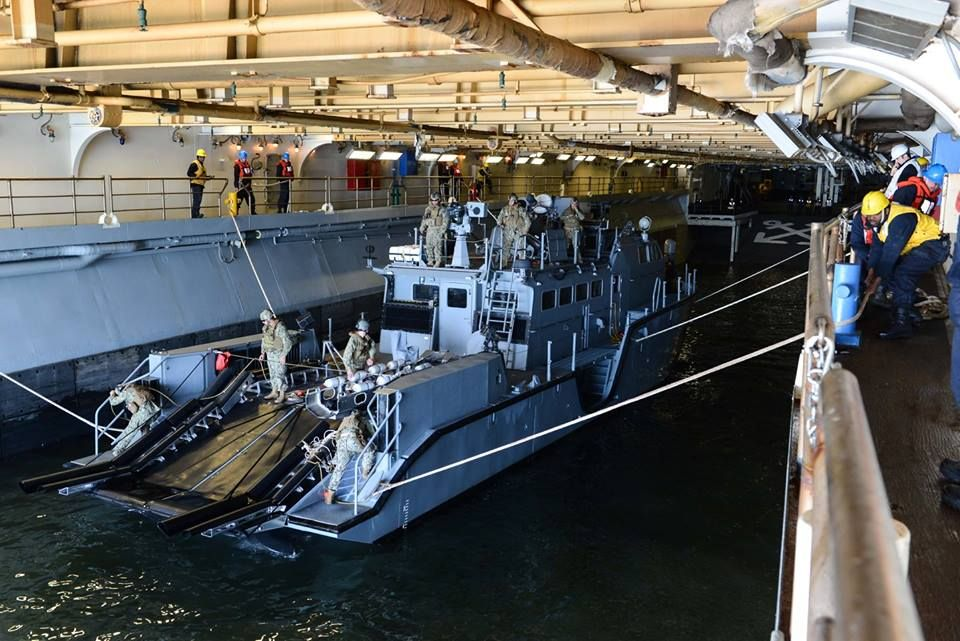
Patrolowiec we wnętrzu okrętu desantowego USS „Bataan” (LHD-5) typu Wasp